# Werner Altrogge

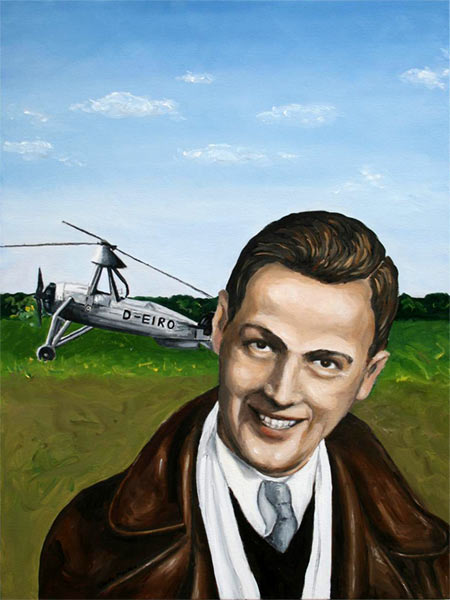
Flugpionier Werner Altrogge vor einem Drehflügler. Ölgemälde von Christa Murken

Werner Altrogge (* 3. Dezember 1913 in Obernkirchen bei Bückeburg; † 15. April 1944 in Memmingen) war ein deutscher Flugpionier.

## Leben
Werner Altrogge studierte von 1932 bis 1937 Maschinen- und Flugzeugbau an der TH Hannover und wurde bei der Akaflieg Hannover zum Flugzeugführer ausgebildet.
Von 1937 bis 1943 arbeitete er zunächst als Sachbearbeiter für „Flugmusterentwicklung und Erprobung“ bei der Erprobungsstelle Rechlin der Luftwaffe. Später war er dort Referats- und stellvertretender Gruppenleiter. Zwischenzeitlich auch Mitarbeit bei der Versuchs- und Erprobungsstelle der Luftwaffe Peenemünde, hier u. a. Zusammenarbeit mit Wernher von Braun.
1943 bis 1944 war er als Zivilist bei der Firma Dornier in Friedrichshafen, Außenstelle Mengen u. a. Versuchsleiter der Dornier Do 335.
Er stand zeitlebens in einem engen Kontakt zu seinem Stiefvater, dem deutsch-amerikanischen Flugzeugkonstrukteur Edgar Schmued.

## Tätigkeiten
Altrogge unternahm u. a. mit der Junkers Ju 86 Fern- und Aufklärungsflüge über Russland und England, die ihn bis auf 14.500 Meter Höhe brachten. Er flog im Laufe seiner Tätigkeit als Konstrukteur und Erprobungsflieger über 70 verschiedene Flugzeugmuster, darunter 14 so genannte Beuteflugzeuge sowie 6 Trag- bzw. Hubschraubertypen. Damit flog er vermutlich mehr Hubschrauber als jeder andere deutsche Pilot.
Er ist zudem der deutsche Erprobungsflieger, der die meisten Drehflüglertypen geflogen hat.
Altrogge war zwischen 1943 und 1944 maßgeblich an der Weiterentwicklung und Erprobung der von Claudius Dornier konstruierten Dornier Do 335 beteiligt. Am 15. April 1944 stürzte er mit dem Versuchsmuster Nr. 2 wegen Triebwerksproblemen und Versagen des Schleudersitzes bei Memmingen in den Tod.

## Würdigung
Wegen seiner Leistungen als Flugpionier wurde er im Juni 2008 Namensgeber für eine Straße auf dem Gelände der Heeresfliegerwaffenschule in Bückeburg. Das Hubschraubermuseum Bückeburg besitzt das Ölgemälde Werner Altrogge von Christa Murken, seiner Tochter.